# إدوار غالب
إدوار غالب مُهندسٌ زراعيٌّ، أعدَّ مُؤلَّفه الأبرز (الموسوعة في علوم الطبيعة) عن طريق مراجع عدَّة، العربي منها وترجمة غير العربي منها، وقد صدرت موسوعته في السِّتينات من القرن العشرين، ونُشرت عن دار المشرق عام 1988 في لبنان.

## أعماله
- الموسوعة في عُلوم الطَّبيعة.[2]

المُجلَّدُ الرَّابع مع كتاب الموسوعة في عُلوم الطَّبيعة، الذي يضُمُّ فهرسًا لِلأسماء العلميَّة الواردة في المُجلَّدات الثلاث.

- حيوانات لُبنان البريَّة والمائيَّة: أي حيوانات لُبنان الآبدة من بريَّة ومائيَّة.